# Szolnoki Andrea
Szolnoki Andrea (Budapest, 1946. december 5. – 2022. február 25.) magyar orvos, fül-orr-gégész, politikus, országgyűlési képviselő (1994–1998), Budapest főpolgármester-helyettese (1994–2006).

## Családja
Szolnoki István (1908–1986) gyáros, országgyűlési képviselő,  államtitkár és Gabriel Éva (1920–1980) hegedűtanár gyermekeként született. Testvérei: Koller Katalin (1947) divatház-tulajdonos Bécsben és Bessenyey Ferencné Johanna (1950) külkereskedő. 1978-ban kötött házasságot Konc János (1944–2023) szülész-nőgyógyász főorvossal. Gyermekük Krisztina (1979).

## Életútja
Általános iskolai tanulmányait Lorántffy Zsuzsanna Úti Általános Iskolában (1953–1961), a középiskolai tanulmányait a Móricz Zsigmond Gimnáziumban (1961–1965) végezte. 1971-ben a Semmelweis Orvostudományi Egyetemen általános orvosi diplomát szerzett. 1975-ben fül-orr-gégészeti szakvizsgát tett.
1971 és 1978 között a János Kórház, 1975 és 1986 között a Semmelweis Orvostudományi Egyetem fül-orr-gége klinikáján dolgozott. 1986-tól a László Kórház osztályvezető főorvosa volt.
Az 1990-es önkormányzati választáson az SZDSZ budapesti listájáról jutott be a Fővárosi Közgyűlésbe. Az 1994-es országgyűlési választásokon pártja országos listájáról szerzett mandátumot. 1998-ig volt országgyűlési képviselő.
1994. decemberi önkormányzati választásokon ugyancsak listán került be a fővárosi közgyűlésbe, ahol az egészségügyért és a szociálpolitikáért felelős főpolgármester-helyettessé választották. 2006-ig tevékenykedett főpolgármester-helyettesként. 2010-ben nyugdíjba vonult.